# 東方體育會
東方體育會（英語：Eastern Sports Club）簡稱東方，是香港一家歷史悠久的體育會，於1932年正式成立，前身是「華人行足球隊」，會下設有足球及籃球隊。

## 設施
2024年2月6日，終成功收取佔地1.8萬平方米的馬鞍山白石地皮，將興建訓練基地，計劃將有各兩個室內及戶外籃球場、5人足球場、健身室及會議室等設施。

## 外部連結
- 東方體育會官方網址 （页面存档备份，存于）